# The Blue Mountains
The Blue Mountains (offiziell Town of The Blue Mountains) ist eine Gemeinde im Süden der kanadischen Provinz Ontario. Sie liegt im Grey County und hat den Status einer Lower Tier („untergeordneten Gemeinde“).
Die Gemeinde gliedert sich in mehrere Teile von denen „Thornbury“ der Siedlungsschwerpunkt ist.

## Lage
The Blue Mountains liegt am Südufer der Nottawasaga Bay, welche zur Georgian Bay und damit zum Huronsee gehört. Im Süden der Gemeinde liegen die Berge der Blue Mountain Formation mit dem „Blue Mountain Ski Resort“ bzw. „Blue Mountain Ski Area“. Die Gemeinde liegt etwa 165 Kilometer nordwestlich von Toronto. Das Gebiet der Gemeinde umschließt dabei mit dem Craigleith Provincial Park, dem Duncan Escarpment Provincial Park und dem Pretty River Valley Provincial Park gleich mehrere der Provincial Parks in Ontario.

## Demografie
Der Zensus im Jahr 2016 ergab für die Siedlung eine Bevölkerungszahl von 7025 Einwohnern, nachdem der Zensus im Jahr 2011 für die Siedlung eine Bevölkerungszahl von nur 6453 Einwohnern ergeben hatte. Die Bevölkerung hat damit im Vergleich zum letzten Zensus im Jahr 2011 deutlich stärker als der Provinztrend um 8,9 % zugenommen, während der Provinzdurchschnitt bei einer Bevölkerungszunahme von 4,6 % lag. Im Zensuszeitraum 2006 bis 2011 hatte die Einwohnerzahl in der Siedlung noch entgegen dem Trend um 5,5 % abgenommen, während sie im Provinzdurchschnitt um 5,6 % zunahm.

## Verkehr
Die Gemeinde wird durch den Ontario Highway 26, der hier entlang der Küste verläuft, durchquert.